# Nouzerines
Nouzerines település Franciaországban, Creuse megyében. Lakosainak száma 238 fő (2022. január 1.). Nouzerines Bétête, Bussière-Saint-Georges, Malleret-Boussac, Tercillat és Vijon községekkel határos.

## Népesség
A település népességének változása:
| Lakosok száma | 529  | 340  | 277  | 253  | 248  | 250  | 248  | 241  | 237  | 238  |
|               | 1968 | 1982 | 1990 | 2006 | 2013 | 2015 | 2017 | 2019 | 2020 | 2022 |